# 詔安県
詔安県（しょうあん-けん）は中華人民共和国福建省に位置する県であり、現在は漳州市の代理管轄下に置かれている。
烏龍茶の一種「詔安八仙」の産地。

## 歴史
686年（垂拱2年）、漳州懐恩県に南詔堡が設置される。宋代には南詔場と称される。1530年（嘉靖9年）に詔安県が設置される。

## 行政区画
下部に10鎮、5郷を管轄する
- 鎮
  - 南詔鎮、四都鎮、梅嶺鎮、橋東鎮、深橋鎮、太平鎮、霞葛鎮、官陂鎮、秀篆鎮、西潭鎮
- 郷
  - 金星郷、白洋郷、建設郷、紅星郷、梅洲郷

## 交通

### 鉄道
- 中国国家鉄路集団
  - 廈深線
    - 詔安駅

### 道路
- 高速道路
  -  瀋海高速道路
  -  甬莞高速道路（中国語版）
- 国道
  - G228国道
  - G324国道